# Cantón de Ardes
El cantón de Ardes era una división administrativa francesa, que estaba situada en el departamento de Puy-de-Dôme y la región de Auvernia.

## Composición
El cantón estaba formado por quince comunas:
- Anzat-le-Luguet
- Apchat
- Ardes
- Augnat
- Chassagne
- Dauzat-sur-Vodable
- La Chapelle-Marcousse
- La Godivelle
- Madriat
- Mazoires
- Rentières
- Roche-Charles-la-Mayrand
- Saint-Alyre-ès-Montagne
- Saint-Hérent
- Ternant-les-Eaux

## Supresión del cantón de Ardes
En aplicación del Decreto nº 2014-210 de 21 de febrero de 2014, el cantón de Ardes fue suprimido el 22 de marzo de 2015 y sus 15 comunas pasaron a formar parte del nuevo cantón de Brassac-les-Mines.